# محمد الصوفی
محمد السوفی (انگلیسی: Muhammad al-Sufi) یکی نظامی اهل سوریه بود. وی از تاریخ ۸ مارس ۱۹۶۳ تا ۲ مه ۱۹۶۳ وزیر دفاع سوریه در کابینهٔ نخست‌وزیر صلاح‌الدین بیطار بود.